# Jorden runt

En ikon som symboliserar en flygning jorden runt.

Jorden runt är när man på en resa korsar alla meridianer åtminstone en gång. En striktare definition skulle vara att dessutom passera ekvatorn, och en ännu striktare förutsätts man någonstans längs rutten passera antipoden till någon tidigare punkt. Man kan möjligen också ställa kravet att jordenruntfärden fullbordas först när man återvänder till utgångspunkten.

## Tävling
Resetävlingar jorden runt genomförs i olika varianter som t.ex Kappseglingar, första jorden runt tävling beskrevs i Jules Vernes fiktiva resa i boken Jorden runt på 80 dagar (utgiven 1873) och Nellie Blys faktiska resa som hon sedan beskrev i sin bok Jorden runt på 72 dagar (utgiven 1890). 1936 hölls tävlingen Jorden runt på 20 dagar där deltagarna endast fick använda etablerade kommersiella färdmedel. 2001 startade tv-serien The Amazing Race med liknande tävlingskoncept, serien fick svensk premiär med titeln "Destination: En miljon" 2004.

## Kryssning
Kryssning med stora fartyg var vanligare före flygets genombrott, men fortfarande finns det rederier som har sådana kryssningar. En kryssning runt jorden tar idag cirka tre månader, så många följer bara med halva kryssningen eller en delsträcka.

## Segelbåt
Man kan segla jorden runt med egen segelbåt, en världsomsegling. Det kan ta något år för en turist. Det finns tävlingar såsom Volvo Ocean Race (cirka 10 mans beättningar, några hamnstopp) och Vendee Globe (ensamma seglare, utan hamnstopp). Rekordet är cirka 50 dagar 16 timmar, vilket seglades utan stopp i land. För rekord finns regler om hur rutten skall vara. Den ska passera alla longituder och ekvatorn och vara minst 21 600 sjömil (40 000 km) lång längs en teoretiskt beräknad rutt.

## Bil
Det finns de som reser jorden runt med bil. Det finns möjlighet att transportera bilen över oceanerna med lastfartyg, till exempel containerfartyg, eftersom egentliga bilfärjor inte finns. Som exempel kan nämnas att det inte går att ta bilen mellan Ryssland och Alaska, eftersom det inte finns båtförbindelse eller väg nära Berings sund.

## Cykel och löpning
Åtskilliga har cyklat jorden runt. Det har oftast tagit något år. 
Ett fåtal personer har sprungit eller gått jorden  runt. Den hittills snabbaste är dansken Jesper Olsen, som tog 22 månader på sig åren 2004–2005. Även brittiskan Rosie Swale-Pope har sprungit jorden runt. Detta under åren 2003–2008.